# Антропоестетика
Антропоестетика — це розділ етнічної антропології, що вивчає характер самооцінки фізіогномічного комплексу зовнішності представниками різних етнічних і расових груп.

## Історія
Вперше ідея про те, що вибір і перевагу типів гарної зовнішності треба вивчати методами фізичної антропології, була висловлена багато років тому. У той же час антропоестетика, як науковий напрям, досить молода.
У 1991 році російські дослідники зібрали перші матеріали з групи росіян з Вологодської області, в ході аналізу яких була відкоригована методика.
На теперішній час сформульовані цілі і завдання досліджень, визначена емпірична база, окреслено коло теоретичних і прикладних аспектів. Роботи дослідників в області антропоестетики систематично публікуються, в тому числі в Фінляндії, Угорщини, США.

## Значення
Область застосування отриманих антропоестетикою даних велика. Вони затребувані в таких сферах, як самосвідомість, етнокультурна ідентифікація, комунікація, соціальна адаптація, якість життя, куди входить уявлення про фізичну привабливість оточуючих.
Антропоестетика необхідна при вивченні особливостей статей в рольовій і репродуктивній поведінці, у виборі шлюбного партнера, в біополітиці, що займається конкретними механізмами сприйняття «своїх» і «чужих». Очевидна роль антропоестетичних даних для спеціальних розділів конфліктології, а також для вдосконалення комп'ютерного діалогу, коли повинні бути знайдені універсальні стандарти мімічної експресії обличчя, зрозумілі і прийняті в будь-якій аудиторії користувачів.
Останнім часом зростає потреба в даних антропоестетики, зокрема, для створення рекламного іміджу, а також для досліджень образу телеведучого в сприйнятті глядачів, визначеної установки на його привабливість.